# (541025) 2017 YO14
(541025) 2017 YO14 es un asteroide perteneciente al cinturón de asteroides descubierto el 18 de octubre de 1996 por el equipo del Spacewatch desde el Observatorio Nacional de Kitt Peak, Arizona, Estados Unidos.

## Designación y nombre
Designado provisionalmente como 2017 YO14.

## Características orbitales
2017 YO14 está situado a una distancia media del Sol de 2,577 ua, pudiendo alejarse hasta 2,997 ua y acercarse hasta 2,157 ua. Su excentricidad es 0,162 y la inclinación orbital 12,61 grados. Emplea 1511,70 días en completar una órbita alrededor del Sol.

## Características físicas
La magnitud absoluta de 2017 YO14 es 16,4. 